# Småcitrus

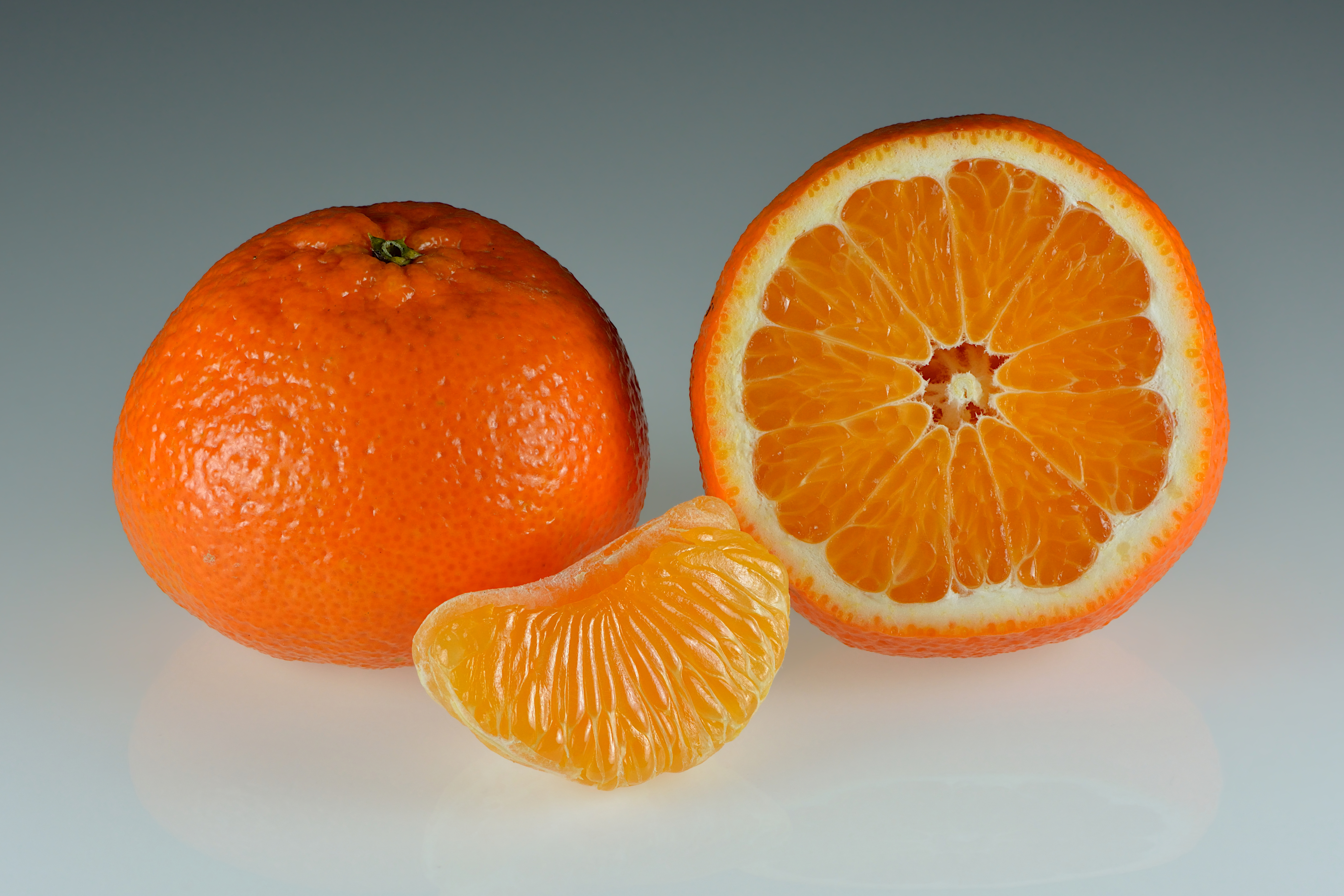

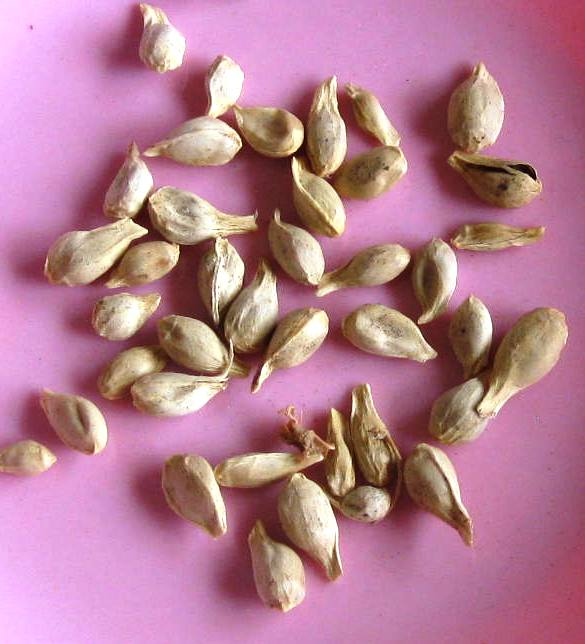
Småcitrusfrön

Småcitrus (Citrus reticulata) är en art i familjen vinruteväxter, tidigare kallad mandarin. Småcitrus är en av de ursprungliga arterna som fanns redan innan människan började selektera och korsa fram sorter för olika ändamål.

## Frukten
Småcitrusar har i allmänhet frön (kärnor), men clementinen är en framtagen variant av småcitrus som saknar kärnor och även satsuman är vanligtvis kärnfri.
Namnet mandarin används fortfarande (2024) om den konserverade frukten och juice från frukten.

## Namnet mandarin
Det äldre namnet mandarin kommer troligen från färgen på de traditionella orange dräkterna som bars av de kinesiska ämbetsmännen som kallades mandariner. Namnet mandarin bör enligt Språkrådet inte längre användas för att beskriva en viss småcitrustyp. Detta på grund av att namnet under mycket lång tid använts för samtliga småcitrustyper under C. reticulata.

## Grupper
Det finns flera sortgrupper inom arten som skiljer sig i egenskaper och karaktärer hos frukten.
- Medelhavsmandarin (Deliciosa-gruppen)
  - Klementin (Clementina-gruppen, korsning mellan ovanstående och apelsin)[4]
- Satsuma (Unshiu-gruppen)
- Tangerin (Tangerina-gruppen)

## Synonymer
Citrus chrysocarpa Lush.
Citrus khasia Marc.
Citrus nobilis Andrews nom. illeg.
Citrus nobilis var. poonensis Hayata
Citrus poonensis Hort. ex Tanaka
Citrus reticulata var. chrysocarpa Tanaka

## Världsproduktion
| Placering                                       | Land      | Produktion (ton) |
| ----------------------------------------------- | --------- | ---------------- |
| 1                                               | Kina      | 19 035 444       |
| 2                                               | Spanien   | 1 978 581        |
| 3                                               | Turkiet   | 1 650 000        |
| 4                                               | Marocko   | 1 208 789        |
| 5                                               | Egypten   | 1 068 351        |
| 6                                               | Brasilien | 996 872          |
| 7                                               | USA       | 804 670          |
| 8                                               | Japan     | 773 700          |
| 9                                               | Italien   | 699 832          |
| 10                                              | Sydkorea  | 646 218          |
| Källa: UN Food & Agriculture Organisation (FAO) |           |                  |